# Illiberis hyalina
Illiberis hyalina es una especie de mariposa de la familia Zygaenidae.
Fue descrita científicamente por Staudinger en 1887.